# ريمي روي
ريمي روي (بالفرنسية: Rémy Roy)‏ هو قاتل متسلسل فرنسي، ولد في 1958 في فرنسا. اعتقل في شهر نوفمبر من عام 1991 بعدما قتل ثلاثة أشخاص وحكم عليه بالسجن مدى الحياة.